# Platythomisus pantherinus
Platythomisus pantherinus là một loài nhện trong họ Thomisidae.
Loài này thuộc chi Platythomisus. Platythomisus pantherinus được Mary Agard Pocock miêu tả năm 1898.